# Villa Trinidad
Villa Trinidad är en ort i Argentina.   Den ligger i provinsen Santa Fe, i den centrala delen av landet, 600 km nordväst om huvudstaden Buenos Aires. Villa Trinidad ligger 95 meter över havet och antalet invånare är 2 945.
Terrängen runt Villa Trinidad är mycket platt. Runt Villa Trinidad är det mycket glesbefolkat, med 4 invånare per kvadratkilometer.. Villa Trinidad är det största samhället i trakten.
Trakten runt Villa Trinidad består till största delen av jordbruksmark.